# Andrea Doria (1953)
El Andrea Doria fue un transatlántico de la Società di Navigazione Italia con base en el puerto de Génova, en Italia. Era el barco gemelo del Cristoforo Colombo. El Andrea Doria se hundió frente a las costas de Nantucket-Terranova, en su viaje n.° 101 desde Génova a Nueva York, Estados Unidos, tras chocar con el transatlántico sueco MS Stockholm, la noche del 25 de julio de 1956, con la pérdida de 51 vidas: 46 del Andrea Doria y 5 del Stockholm.

## Historia

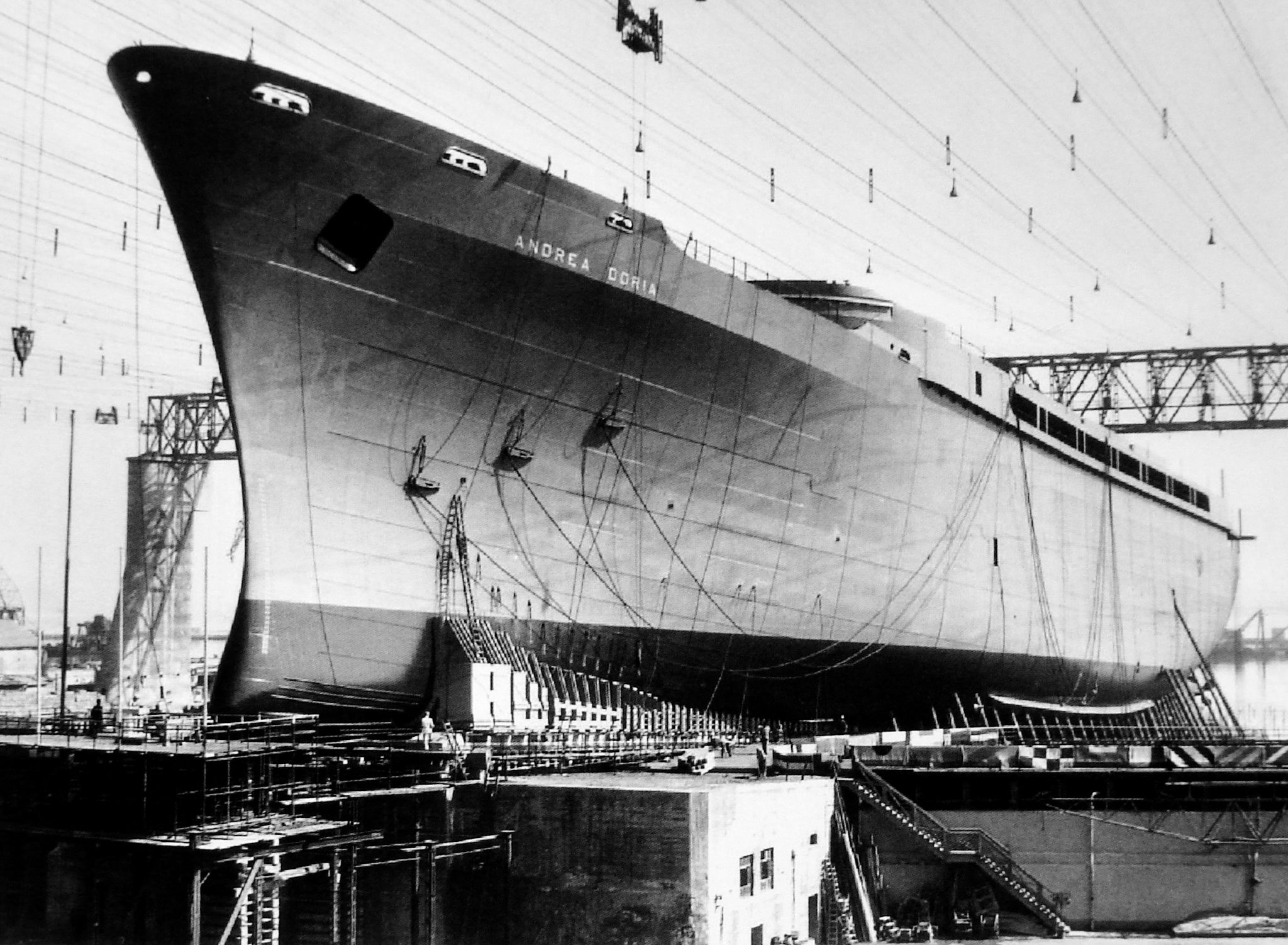
El Andrea Doria en construcción en 1951.

Bautizado con el nombre del almirante genovés del siglo XVI, tenía un tonelaje de peso muerto de 29.100 t y capacidad para 1.200 pasajeros y 500 tripulantes. De todos los barcos italianos de su tiempo, el Andrea Doria era el más grande, el más rápido y lujoso y, en teoría, el más seguro en su momento. Para un país que intentaba reconstruir su economía y reputación después de la Segunda Guerra Mundial, en la que habían sido destruidos sus dos barcos insignia, el SS Rex y el SS Conte di Savoia, el Andrea Doria, el Cristoforo Colombo, el Giulio Cesare y el Augustus eran símbolos del orgullo nacional italiano.  
Botada el 16 de junio de 1951, la nave emprendió su viaje inaugural el 14 de enero de 1953. Durante esta primera travesía hacia Nueva York fue embestido lateralmente por una gran ola de 30 m que le hizo escorarse casi 30° causando diversos contusionados.
Desde su viaje inaugural en 1953, el Andrea Doria solo conocía la mano del veterano capitán Piero Calamai, quien poseía una vasta experiencia de 40 años sin incidente alguno y estaba orgulloso de comandar este espléndido navío. El trágico viaje 101 era el último que tenía pensado hacer con el Andrea Doria, ya que tenía previsto pasar a comandar el Cristoforo Colombo.

### Características

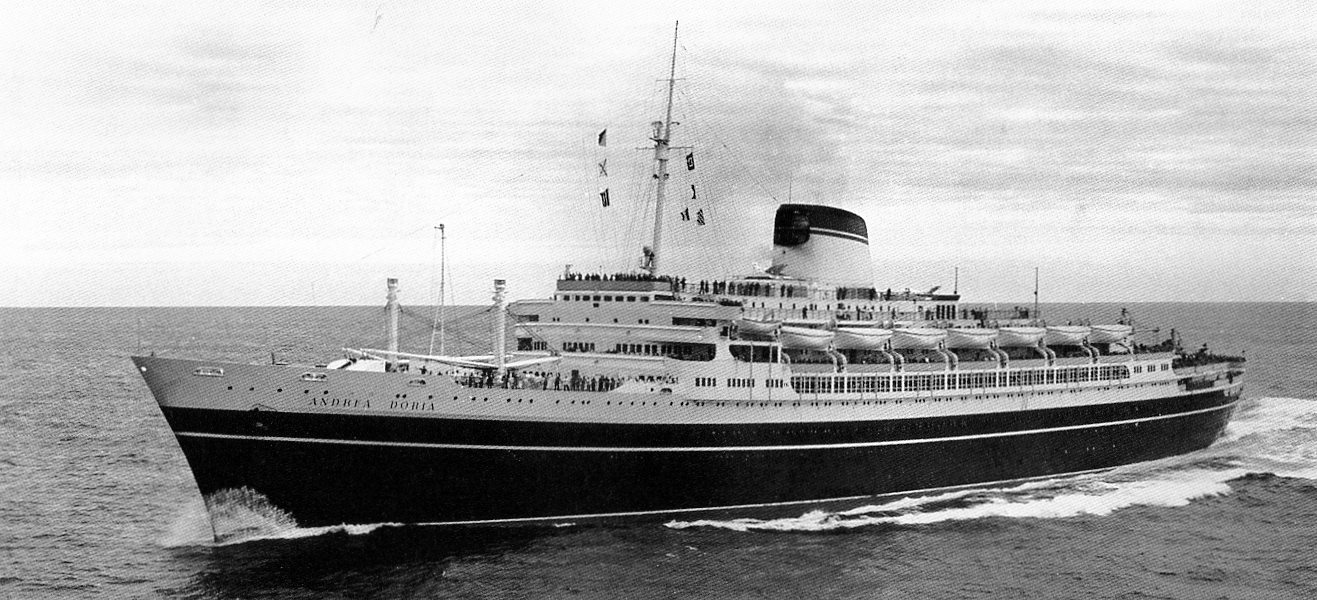
El Andrea Doria entre 1953 y 1956.

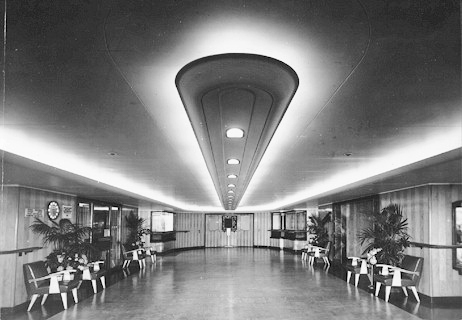
Pasillo del Andrea Doria.

El Andrea Doria tenía una eslora de 212 m, una manga de 27 m y desplazaba 29.100 t. El sistema de propulsión consistía en cuatro turbinas de vapor conectadas a hélices gemelas, lo que permitía al barco alcanzar una velocidad de crucero de 23 nudos, con una velocidad máxima de 26 nudos. El Andrea Doria no era ni el barco más grande ni el más rápido de ese momento. Esas distinciones eran, respectivamente, para el RMS Queen Elizabeth y el SS United States. Sin embargo, el factor más notable era el lujo con el que fue construido.
Dado que navegaba por las rutas del Atlántico Norte, el Andrea Doria fue el primer barco en contar con tres piscinas exteriores, una para cada clase (primera, cabina y turista). El barco era capaz de acomodar a 218 pasajeros de primera clase, 320 de la clase de camarote y 703 de clase turista en sus diez cubiertas. Al haberse gastado más de un millón de dólares de la época en obras de arte y decoración de los camarotes y los espacios públicos, incluyendo una estatua de tamaño natural del almirante Doria, muchos consideraban este barco el trasatlántico más hermoso jamás botado.

### Seguridad y navegabilidad

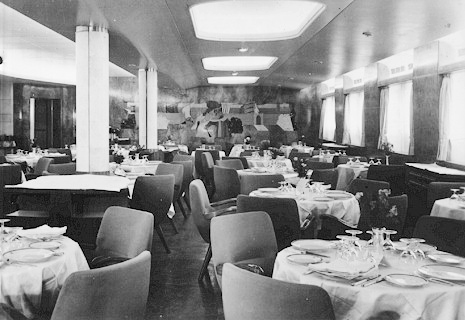
Comedor del Andrea Doria.

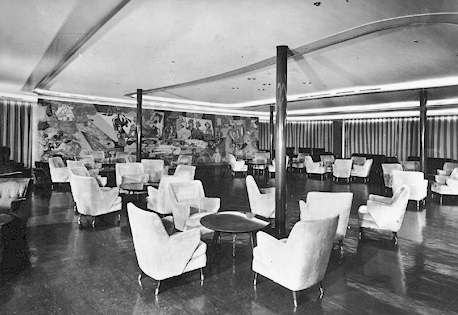
Sala del Andrea Doria.

En una especie de predicción de su destino, al igual que el Titanic, el Andrea Doria también era considerado uno de los más seguros de su tiempo. Equipado con un doble casco, el Andrea Doria estaba dividido en once compartimentos estancos. Dos cualesquiera de ellos podían llenarse de agua sin poner en peligro la seguridad del barco. El Andrea Doria llevaba también suficientes botes salvavidas para acoger a todos los pasajeros y la tripulación. Es más, el barco estaba equipado con el último radar de aviso temprano. Incluso con estos avances tecnológicos, el barco, como contraparte, tenía serios problemas de diseño relacionados con su estabilidad lateral, tenía tendencia a campanear, en jerga marinera.
Confirmando las predicciones obtenidas de las pruebas a escala durante la fase de diseño del Andrea Doria, el barco sufría una gran tendencia a la escora al ser golpeado por cualquier fuerza lateral significativa. Esto fue especialmente visible durante su viaje inaugural, cuando el Andrea Doria se escoró 30 grados después de ser alcanzado por una gran ola cerca de Nantucket. La tendencia del barco a escorarse se acentuaba cuando los tanques de combustible del barco estaban casi vacíos lo que elevaba el centro de gravedad, lo que era habitual al final del viaje.
La cuestión de la estabilidad lateral fue uno de los focos de atención durante las investigaciones que siguieron a la colisión de 1956, dado que la estabilidad del barco fue un factor, tanto en la progresiva escora como en la incapacidad de la tripulación de utilizar alguno de los botes salvavidas de la banda de babor. Los mamparos de los compartimentos estancos se extendían solo hasta la parte superior de la Cubierta A, y una escora mayor de 20 grados causaría que el agua de un compartimento inundado pasara por encima de los mamparos a los compartimentos adyacentes. Además, los parámetros de diseño permitían el descenso de los botes salvavidas con una escora máxima de 15 grados. A partir de los 15 grados, hasta la mitad de los botes salvavidas no podían desplegarse.

## Hundimiento

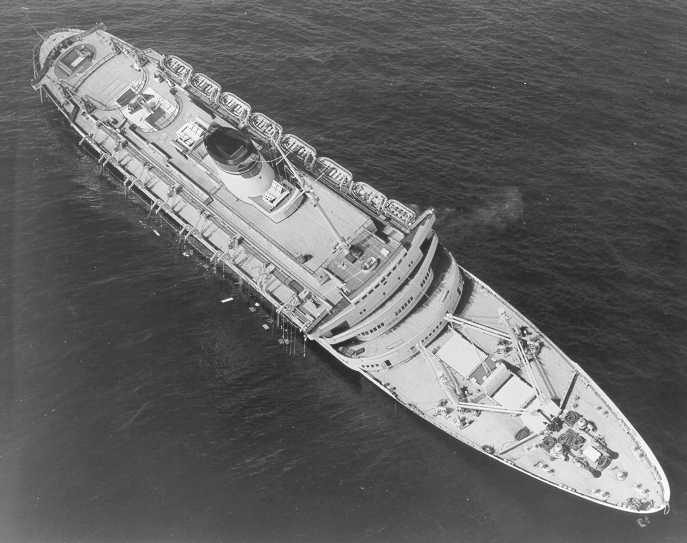
El Andrea Doria, hundiéndose horas después de su colisión en el Atlántico.

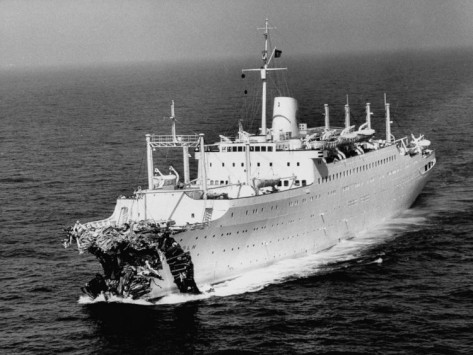
El MS Stockholm con daños en la proa después de la colisión.

El 25 de julio de 1956, el Andrea Doria navegaba cerca de la costa de Nantucket, Massachusetts, dirigiéndose a Nueva York en su viaje n.° 101, en una noche de espesa niebla. Calamai había ordenado sirena de niebla intermitente y especial atención a los vigías hacia proa. Además había encargado a su segundo oficial estar atento al radar y a los equipos de posicionamiento.
Hacia las 5:30, el segundo oficial captó un punto hacia proa algo retirado hacia el sudoeste; hizo un trazado con los actuales rumbos y determinó que pasarían por una banda con un CPA (Closest Point of Approach, por sus iniciales en inglés, punto más cercano de aproximación) de más de una milla de distancia. Se siguió punteando la ruta del barco desconocido proveniente desde los bancos de Terranova. A su vez, el barco desconocido, el MS Stockholm, detectó frente a su proa a unos 45 km de distancia al Andrea Doria, y determinó que de seguir el rumbo se pasarían por banda a menos de una milla por estribor.
El MS Stockholm, de la Swedish-American Line, era un buque similar pero más pequeño. El 25 de julio zarpaba de Nueva York con destino a Gotemburgo. Su capitán era Gunnar Nordenson. Este determinó cambiar el rumbo para aumentar aún más la distancia de separación cuando se pasasen por banda. El cambio de rumbo determinó que el paso por banda sería por babor del contacto desconocido en vez de estribor.
Hacia las 7:15, el tercer oficial del Andrea Doria relevó al segundo oficial y traspasó la información del radar. El tercer oficial notó que el contacto había cambiado de rumbo y que se pasarían por estribor a menos de una milla. El tercer oficial determinó que el contacto estaba a menos de 12 millas. El capitán Calamai, al ser notificado, ordenó un cambio de rumbo que lo hiciera alejarse del barco hacia su proa. El cambio de rumbo hizo que se cambiara el lado de pasada; este hecho produciría confusión en el Stockholm. Ninguno de los dos barcos inició contacto por radio.
El Andrea Doria emergió por unos instantes del banco de niebla y la sirena de niebla fue desconectada, y al ingresar nuevamente en otro banco de niebla no fue activada nuevamente.
Hacia las 7:45 ambos barcos pudieron avistar sus luces de posición. El Stockholm nuevamente realizó una corrección de rumbo para pasarse por banda y a su vez el Andrea Doria interpretó el cambio de rumbo del barco desconocido e hizo una guiñada que anuló el efecto del cambio de rumbo del Stockholm.
Hacia las 23:00 el Stockholm vio emerger desde un banco de niebla al Andrea Doria a menos de 600 m e hizo una guiñada para evitarlo, pero el Andrea Doria realizó un viraje a babor muy cerrado y el Stockholm colisionó contra el Andrea Doria introduciendo su aguzada proa en el lado de estribor, por debajo del puente del transatlántico italiano. En el choque mismo, los camarotes de las cubiertas inferiores fueron reventados e inundados y familias enteras que viajaban en clase económica murieron ahogadas en los primeros momentos del choque. La escora del navío sentenciado aumentó a 22º y se hizo imposible arriar los botes del lado de babor y los de estribor quedaron muy alejados de la cubierta inclinada.
El Stockholm hizo marcha atrás y la proa destruida desgajó las entrañas del Andrea Doria, produciendo más muertes en las cubiertas inferiores. De haber permanecido, quizás se habrían salvado más personas. Una niña, Linda Morgan, se salvó milagrosamente de ser arrojada al mar, pues fue transportada, sobre su cama, por los restos de la proa del Stockholm.
La escora del barco, dañado fatalmente, hizo que no se pudieran usar la mitad de los botes salvavidas del Andrea Doria, lo que podría haberse traducido en una gran pérdida de vidas. Sin embargo, la mejora de las comunicaciones y la rápida respuesta desde otros barcos impidieron un desastre similar en su escala al del hundimiento del Titanic en 1912. La mayor parte de los pasajeros y de la tripulación sobrevivió. En el Andrea Doria 1.660 personas fueron rescatadas y 46 murieron, mientras que en el Stockholm fallecieron 5 personas. El trasatlántico de lujo volcó y se hundió a las 10:09 de la mañana.
El incidente y sus consecuencias fueron cubiertas de forma muy amplia. Mientras las tareas de rescate fueron a un tiempo exitosas y elogiables, la causa de la colisión y el vuelco y hundimiento del Andrea Doria generaron mucho interés en los medios y muchos pleitos. El Andrea Doria fue el último gran buque trasatlántico de pasajeros que se hundió antes de que la aviación se convirtiera en el medio de transporte preferido.

Imágenes del hundimiento
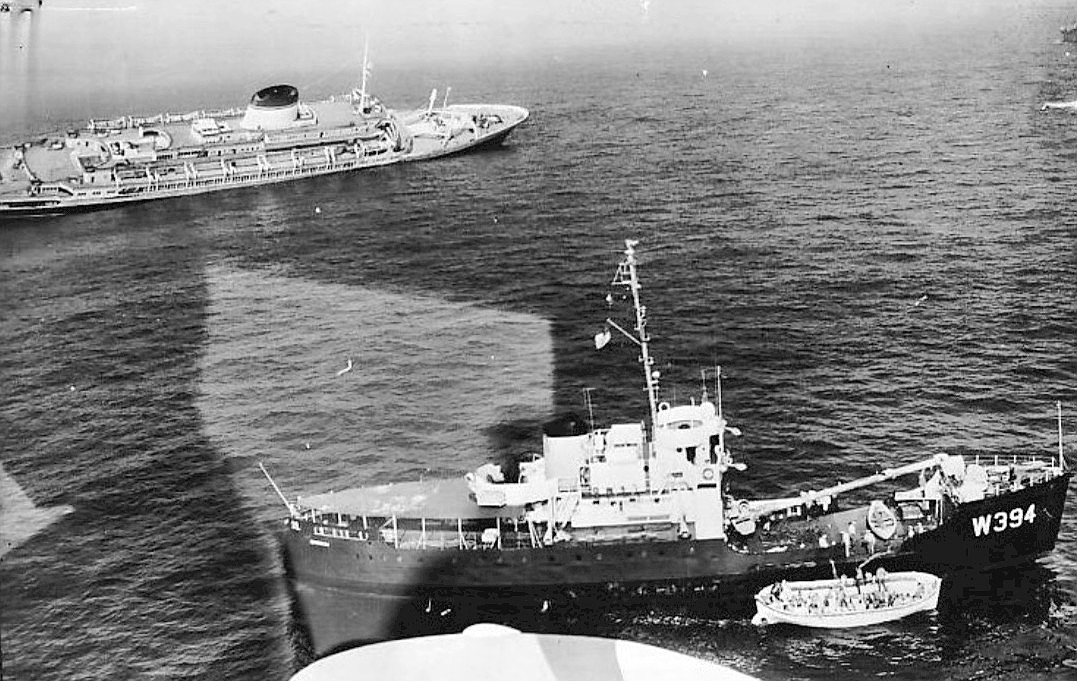
´
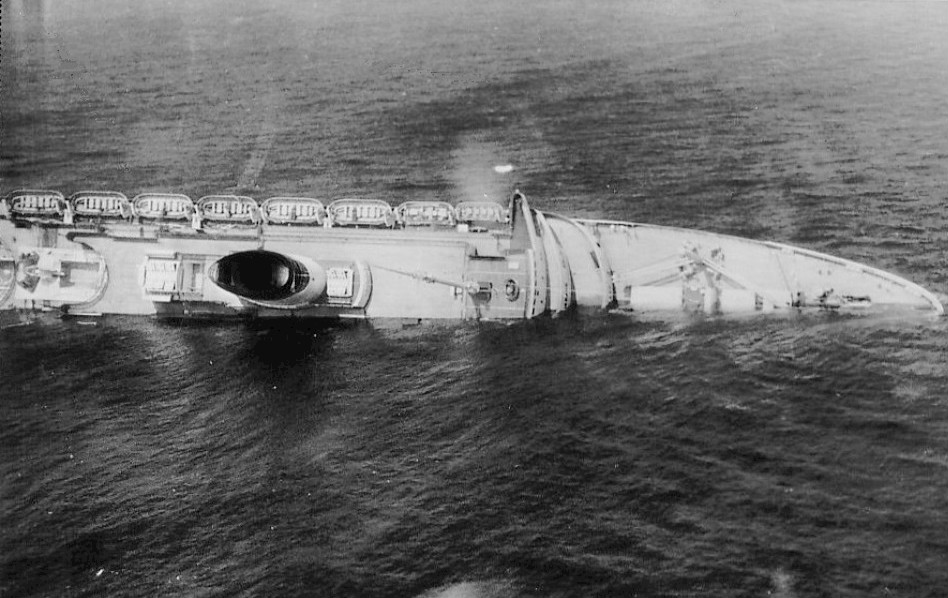
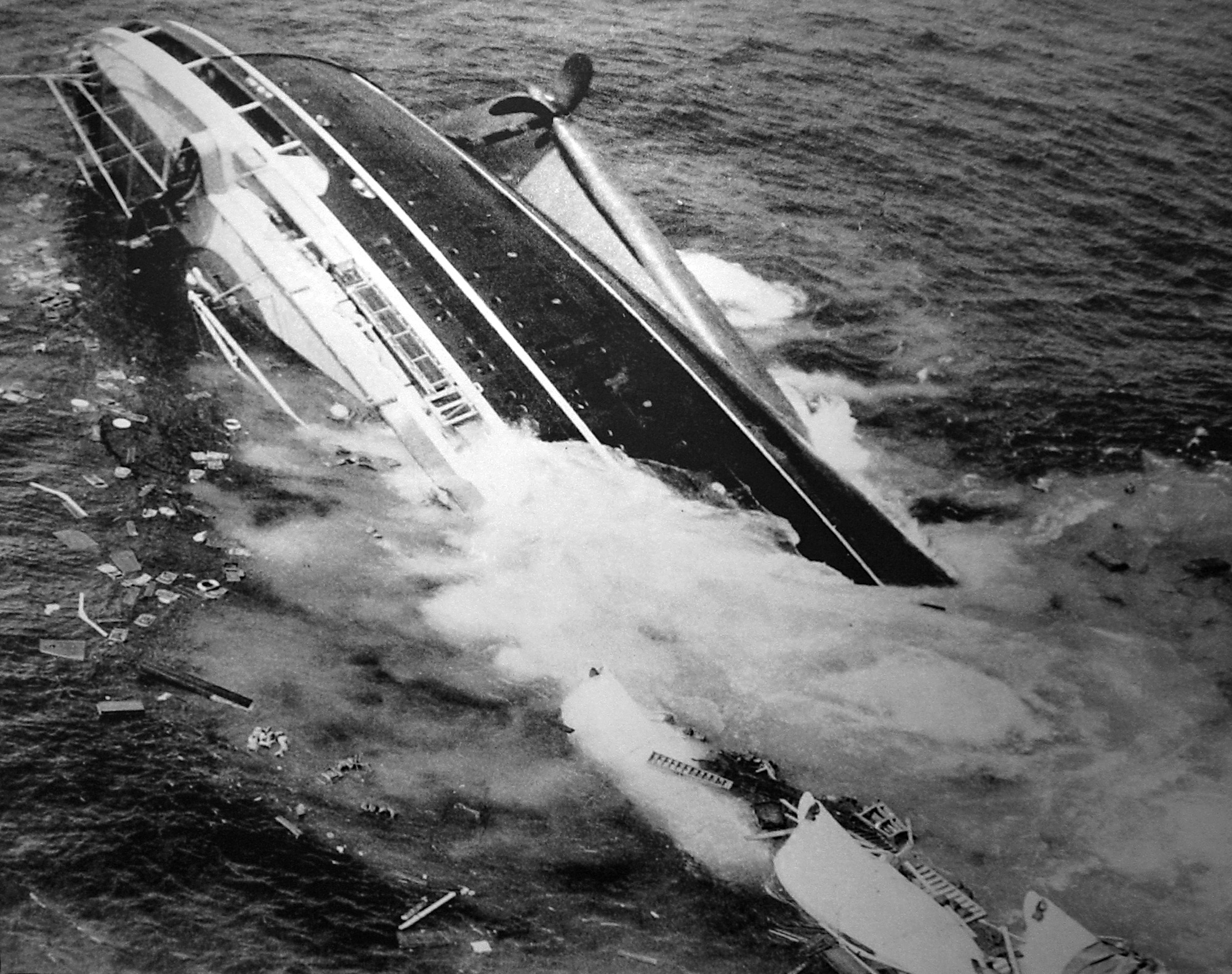
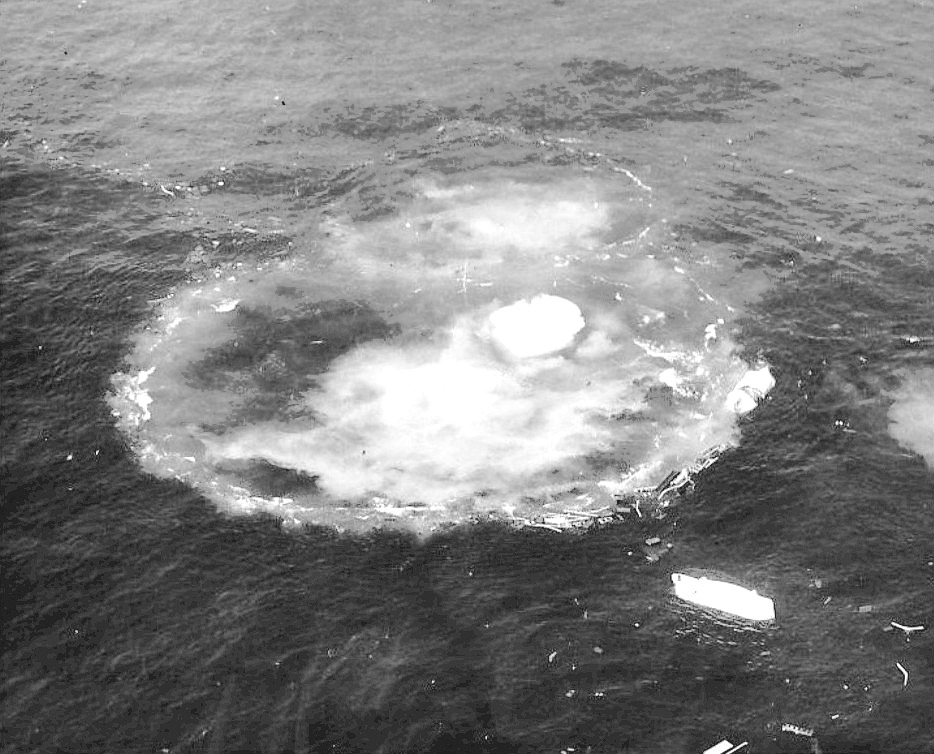

## Investigación

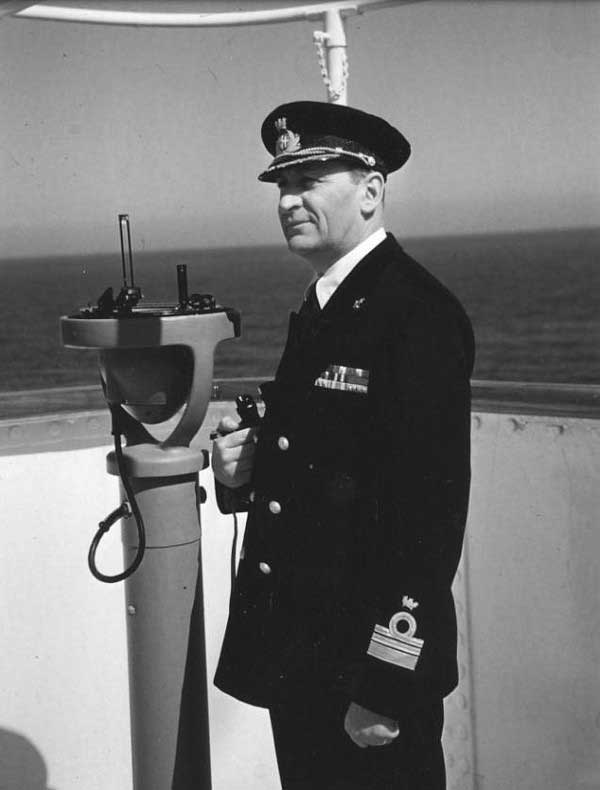
Capitán Piero Calamai.

Hubo errores de marcación, conciencia de situación y cinemática por parte de los dos capitanes. Calamai creyó que había más distancia de la que había entre los dos buques. Carstens, el tercer oficial sueco, al mando a esa hora en el Stockholm, sacó conclusiones muy diferentes a las de Calamai en cuanto a la posición de los barcos. El buque sueco viró a estribor y el italiano a babor. A las 23:10, la proa afilada del Stockholm colisionó con el Andrea Doria, entró en su casco y perforó literalmente la banda de estribor de "la joya italiana". Instantes después, el Stockholm logró separarse del buque italiano, con la proa totalmente destruida. Al separarse los buques, el Andrea Doria siguió unas millas más hasta que se detuvo y se inclinó 20° a estribor. Ya en el momento del impacto, varias personas, pasajeros de tercera clase, murieron; después el Andrea Doria empezó a inundarse, mientras se inclinaba cada vez más y más.
Según recientes investigaciones, Carstens fue declarado finalmente responsable de los hechos.

## El rescate
El primer buque en ayudar al Andrea Doria fue el propio Stockholm, ya que no había perdido su capacidad de movimiento ni su flotabilidad. Los S.O.S. mandados por los dos buques fueron respondidos por todos los barcos cercanos, entre ellos el William Thomas, el Cape Anne, el destructor Edward Allen y el Île de France. La cercanía a la costa y la abundancia de barcos en la zona posibilitaron que, en cuatro horas, la joya italiana quedara vacía, y que los supervivientes fueran llevados a Nueva York, aunque no se pudo evitar que a las 10:09 de la mañana del 26 de julio de 1956, el Andrea Doria terminase acostándose sobre su banda de estribor, lo que mandó al fondo del mar a la que fue la joya de la navegación italiana. De 1.705 personas fueron salvadas 1.659, contando heridos; 51 personas murieron, 5 del Stockholm y 46 del Andrea Doria.

## Consecuencias

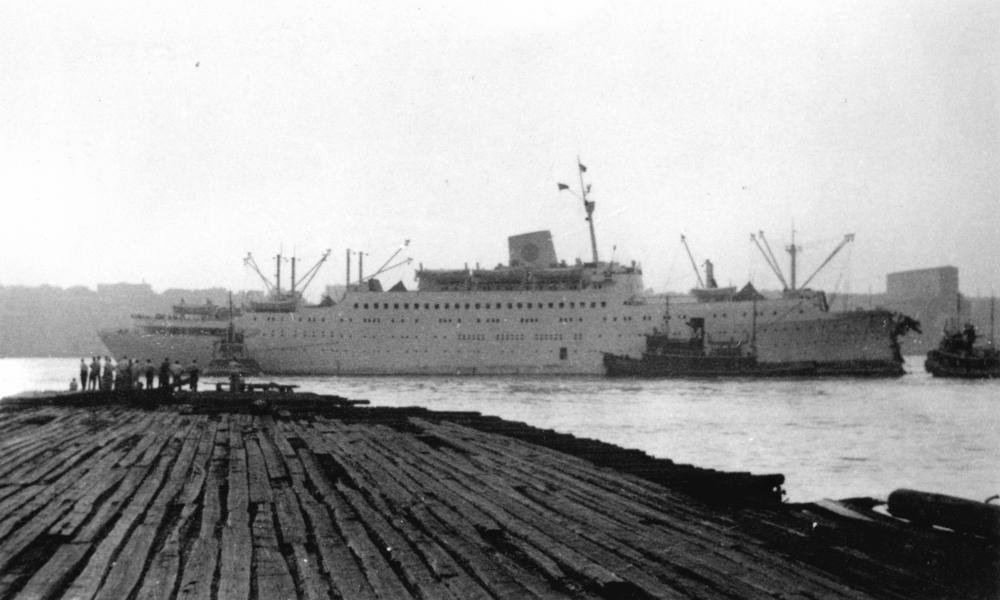
El MS Stockholm con daños en la proa después de la colisión.

La pérdida de 51 vidas humanas, más las pérdidas y los daños, enfrentaron a ambas compañías navieras en largos juicios e intrincados problemas judiciales; se acusaban una a otra. Hasta llegar al acuerdo de que cada compañía se encargaba de sus propias indemnizaciones. El Stockholm fue reparado, vendido y cambiado de nombre varias veces. Actualmente se llama Athena y pertenece a Visión Cruises, sirviendo en cruceros. El capitán y el oficial sueco fueron absueltos, libres de culpa por la empresa y se les confió otro barco. En cambio a Calamai ya no le confiaron una nueva embarcación y vivió muy apesadumbrado el resto de su vida. Este hecho dio lugar a una nueva ley sobre la navegación, el Reglamento Internacional para Prevenir Abordajes (RIPA).
El desarrollo de radares ARPA comenzó después del accidente, con el fin de cumplir con nuevas regulaciones de la OMI emitidas a partir de este incidente. El primer ARPA disponible comercialmente se entregó al buque de carga MV Taimyr en 1969 y fue fabricado por Norcontrol, ahora parte de Kongsberg Maritime. Los radares habilitados para ARPA ahora están disponibles incluso para yates pequeños.
Asimismo, el naufragio del Andrea Doria supuso la pérdida del único prototipo del Chrysler Norseman, que viajaba hacia Nueva York en la bodega del buque. Por este motivo, el fabricante automovilístico Chrysler no pudo presentar formalmente el Norseman en su exposición de 1957.

## El pecio en la actualidad
El pecio del Andrea Doria reposa a 77 m de profundidad sobre un banco liso de arena; está recostado en un ángulo de 90° sobre estribor, ocultando el agujero hecho por el Stockholm.
Durante años, este pecio ha sido una presa codiciada por su hermosura aún en su tumba, ha sido visitado por buzos profesionales tales como Jacques Cousteau y Robert Ballard, entre otros, y se mantuvo en bastante buen estado hasta unos años atrás, en que la superestructura de la obra muerta se empezó a desmoronar sobre sí misma, proceso que continuó hasta su total desmoronamiento.
En 2014, ya solo quedaba el casco, el cual está en proceso de achaflanamiento progresivo sobre sí mismo.
Se han rescatado innumerables objetos, tales como la estatua del almirante Andrea Doria, porcelanas y otros.
En el año 2002, se rodó la película Ghost Ship, la cual se ambienta en el SS Antonia Graza, un barco de ficción inspirado en el perfil del Andrea Doria.[cita requerida]